# Biserica de lemn din Șurdești II

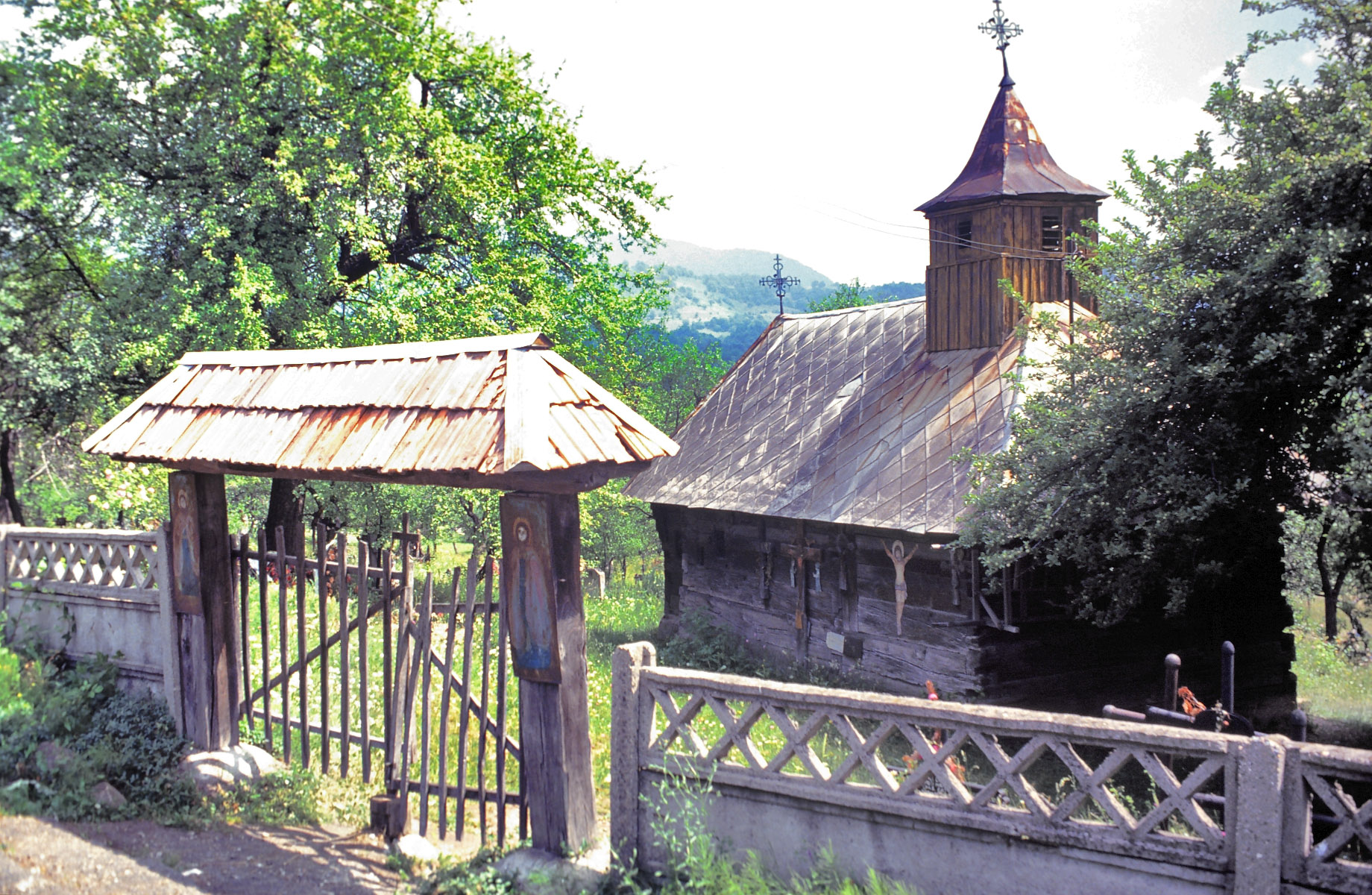
Biserica de lemn de sus din Şurdeşti, 1993

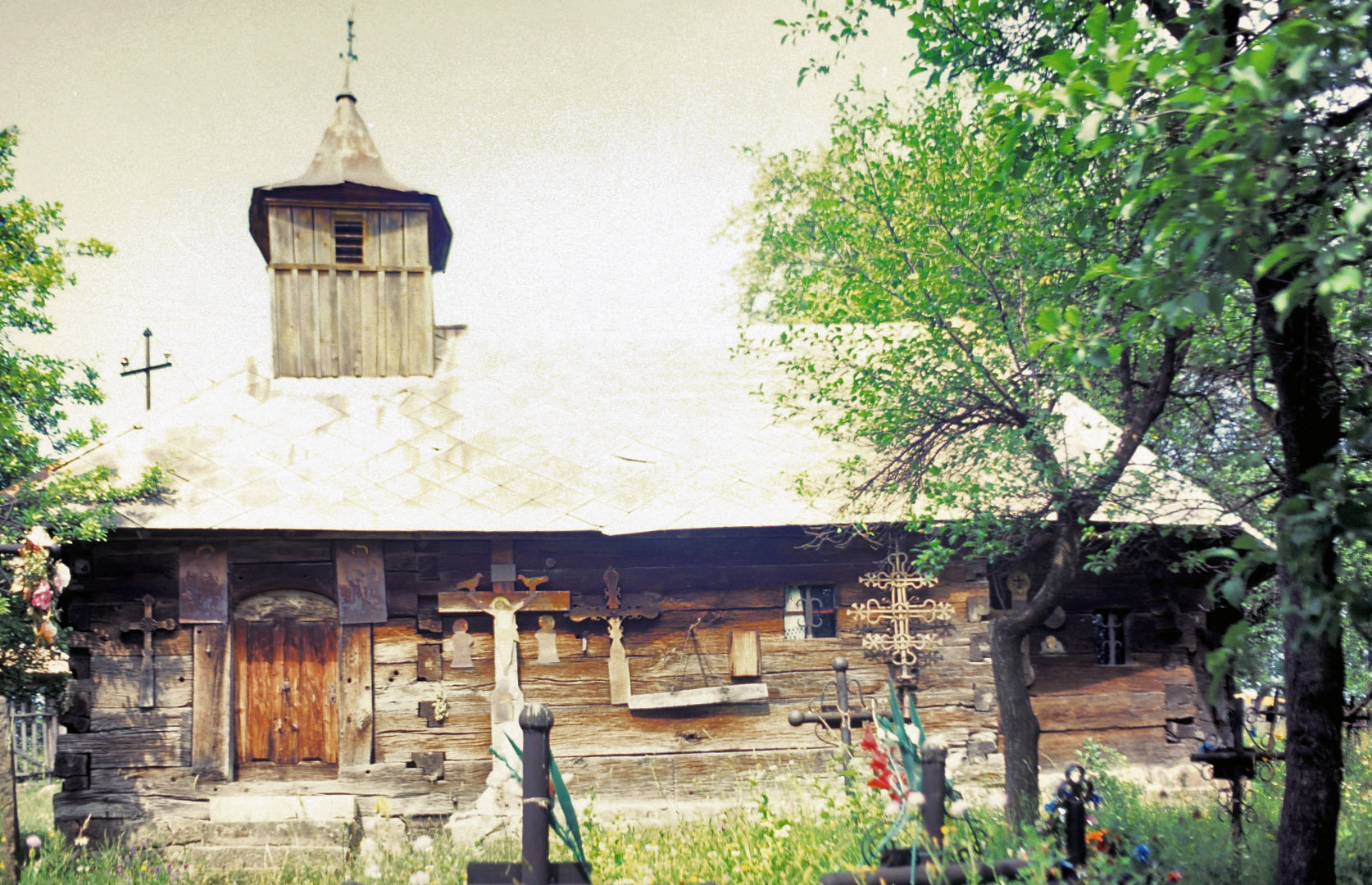
Faţada dinspre miazăzi, 1993

Biserica de lemn din Șurdești II se află în partea de sus a localitatății Șurdești din județul Maramureș unde a fost adusă în anii 1930 din satul Bontăieni, Maramureș. Tradiția țesută în jurul ei susține originea sa din Moișeni în Țara Oașului, precum și un popas în Ferneziu, lângă Baia Mare. Dacă tradiția este adevărată, biserica este una dintre cele mai călătoare dintre cele cunoscute în Transilvania. Această veche bisericuță de lemn nu trebuie confundată cu mai bine cunoscuta biserică de lemn din partea de jos a satului Șurdești, renumită pentru turnul ei înalt, cuprinsă pe lista patrimoniului mondial. Biserica de lemn din partea de sus a satului este datată relativ din secolele 17-18. Biserica se află pe noua listă a monumentelor istorice sub codul LMI:  MM-II-m-B-04768.

## Istoric
Biserica de lemn din partea de sus a satului Șurdești a fost adusă în sat de Dan Toma din Izvor, înainte de 1940, din satul Bontăieni, la numai 6 km depărtare. Tradiția  acestei biserici susține că ea a fost adusă de mai departe, din Ferneziu, iar acolo a ajuns tocmai din Moișeni, în Țara Oașului. Cum în Moișeni nu a existat biserică până târziu se prea poate ca biserica de lemn să fie cea din Certeze, pe care credincioșii din Certeze, Moișeni și Huta-Certeze o vindeau în 1836 unui alt sat, cu aprobarea Episcopiei de Muncaci.
Vechimea bisericii poate fi apreciată relativ la fața locului. Dimensiunile sunt ale unei biserici mici, în care butea bisericii are aproximativ 4,3 m lățime și 7,1 m lungime iar altarul este de 3,2 m lat și de 3,8 m lung. Dimensiunile reduse, chetorile puternice în dinte culcat și fereastra măruntă înfundată pe latura de sud trimit spre secolul 17. O conscripție din anul 1734 reține că biserica de lemn din Certeze era la acea vreme veche și acoperită cu șindrile.

## Imagini

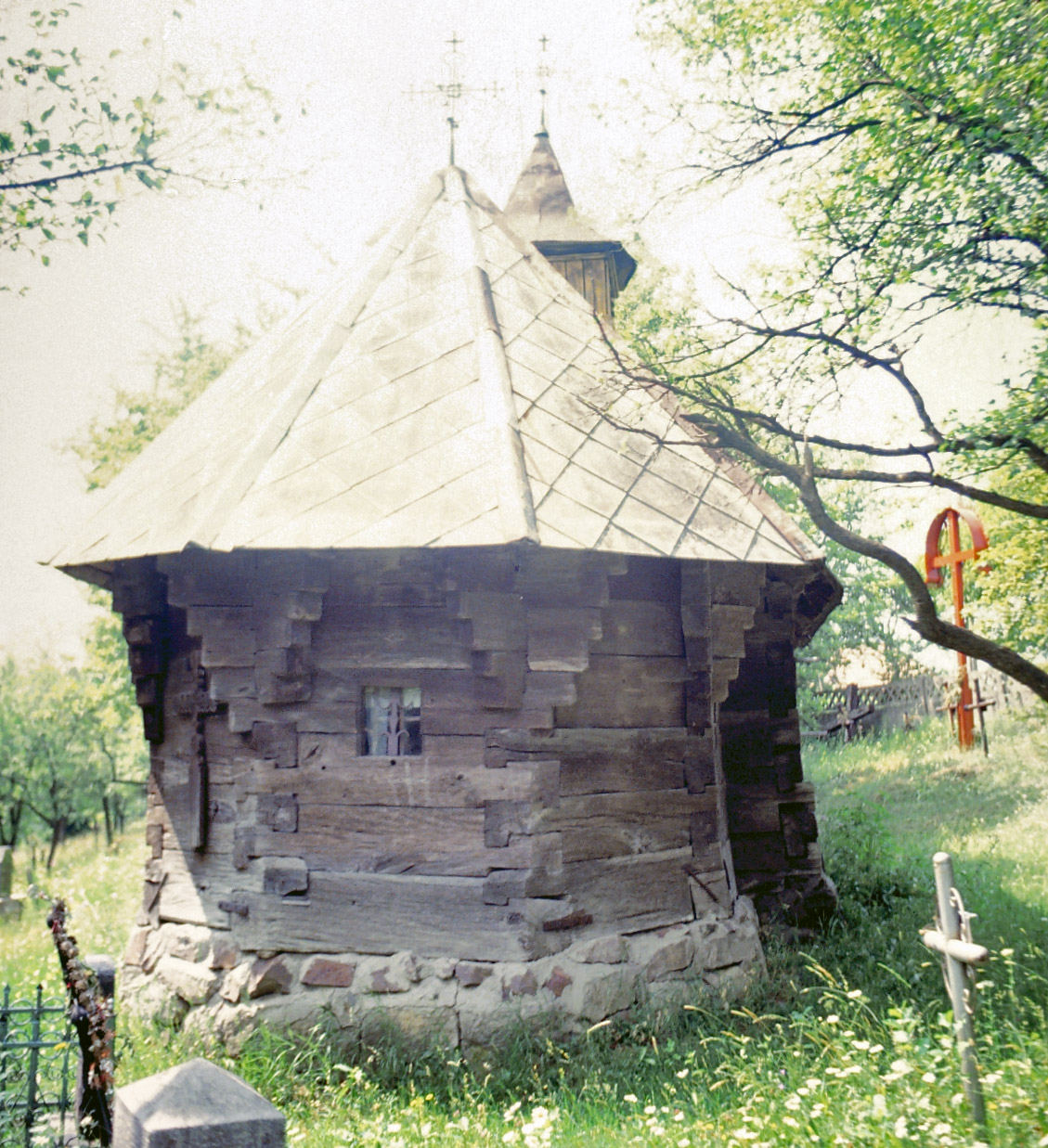
Altarul spre răsărit
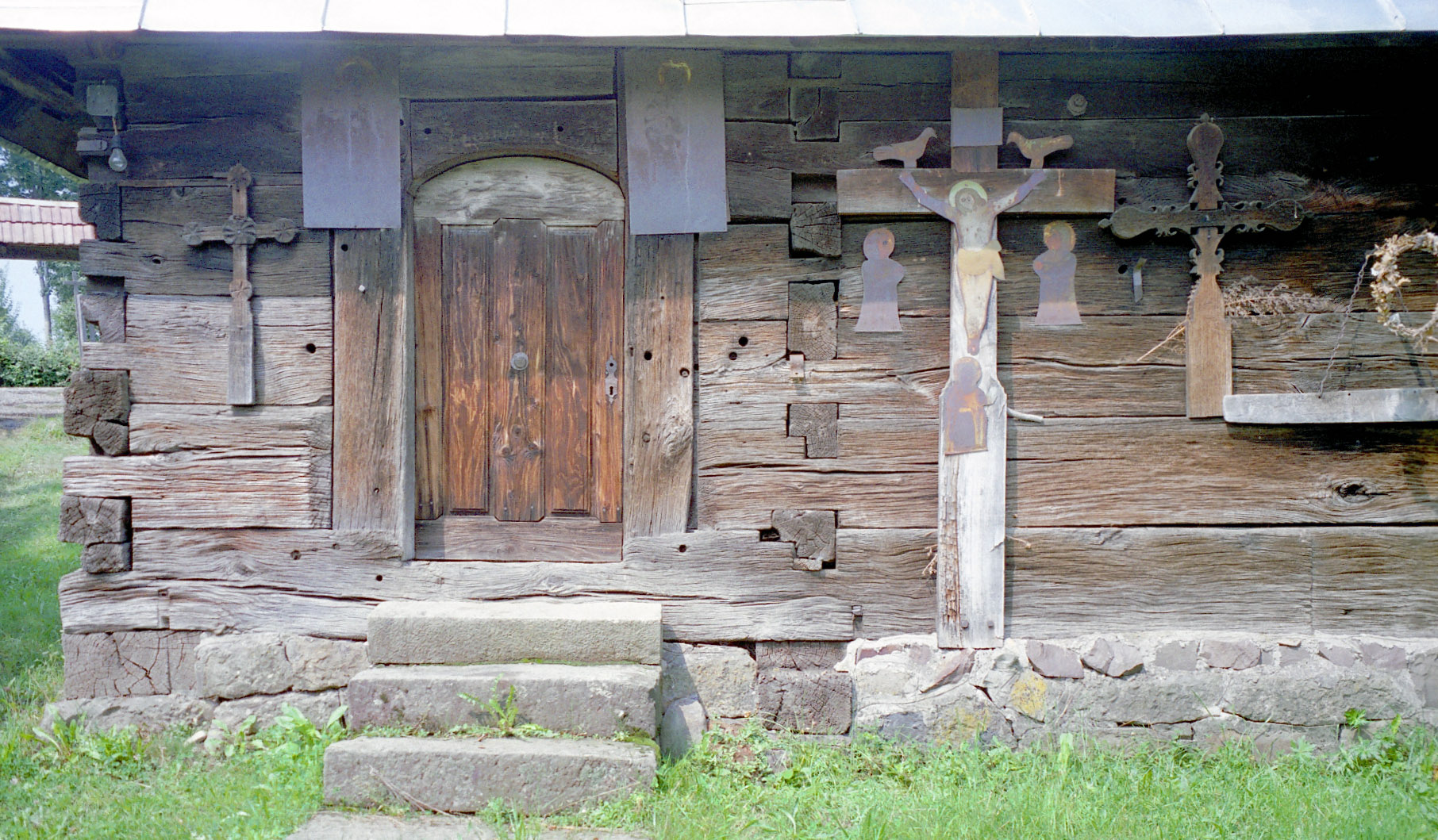
Intrarea pe sud